# René Schneider (général)
Pour les articles homonymes, voir René Schneider et Schneider.
René Schneider Chereau (Concepción, 31 décembre 1913-Santiago, 25 octobre 1970) est un général chilien. Il est le fils de Víctor Schneider y Elisa Chereau Robert et descendant d'immigrants français.

## Biographie
Il fut commandant en chef des Armées lors de l'élection de Salvador Allende, et fut tué lors d'une tentative d'enlèvement menée par des éléments putschistes.
Il est mortellement blessé le 22 octobre 1970, au cours d'une tentative d'enlèvement par un groupe militaire séditieux mené par le général Roberto Viaux, et succombe à ses blessures le 25 octobre. Officier respecté et réputé fidèle au gouvernement, il fut probablement considéré par ses meurtriers comme un obstacle à la réalisation du coup d'État, qui intervint trois ans plus tard. Carlos Prats lui succède.
La CIA et Henry Kissinger (alors conseiller à la sécurité nationale du président des États-Unis Richard Nixon) ont été accusés d'être impliqués dans cet attentat,.